# Mercedes La Ceiba
Mercedes La Ceiba é um município localizado no departamento de La Paz, em El Salvador.